# Стефана Гандева
Стефана Дончева Петрова, известна като Стефана Гандева е българска актриса.

## Биография
Родена е в Търново на 20 ноември 1889 г. Учи и завършва стопанско ръкоделно училище. През 1905-1906 г. е стажант актриса в Свободен театър. От 1908 до 1910 г. играе на сцената на Народния театър. От 1910 до 1946 г. работи в Нов народен театър, Съвременен театър, Гюмюрджински общински театър, Русенски общински театър, Софийски пътуващ театър, Варненски общински театър, Пловдивски общински театър, Плевенски градски театър и Бургаски театър. През 1946 г. основава театър в Сливен, в който играе до 1959 г. Умира на 8 юни 1977 г. в София.

## Роли
Стефана Гандева играе над 400 роли, по-значимите са:
- Емилия – „Отело“ на Уилям Шекспир
- Ана Андреевна – „Ревизор“ на Николай Гогол
- Кака Гинка – „Под игото“ на Иван Вазов
- Грушенка – „Братя Карамазови“ на Фьодор Достоевски
- Костанда – „Свекърва“ на Антон Страшимиров
- Амели Попович – „В полите на Витоша“ на Пейо Яворов
- Големанова – „Големанов“ на Ст. Л. Костов
- Юрталаница – „Снаха“ на Георги Караславов
- Йокаста – „Едип цар“ на Софокъл[1]